# Johann von Münchhausen
Johann von Münchhausen († 23. Januar 1572) war von 1540 bis 1560 Bischof von Kurland (als Johann IV.) und 1542–1560 Bischof von Ösel-Wiek (als Johann V.), ferner 1547 Domherr in Verden.

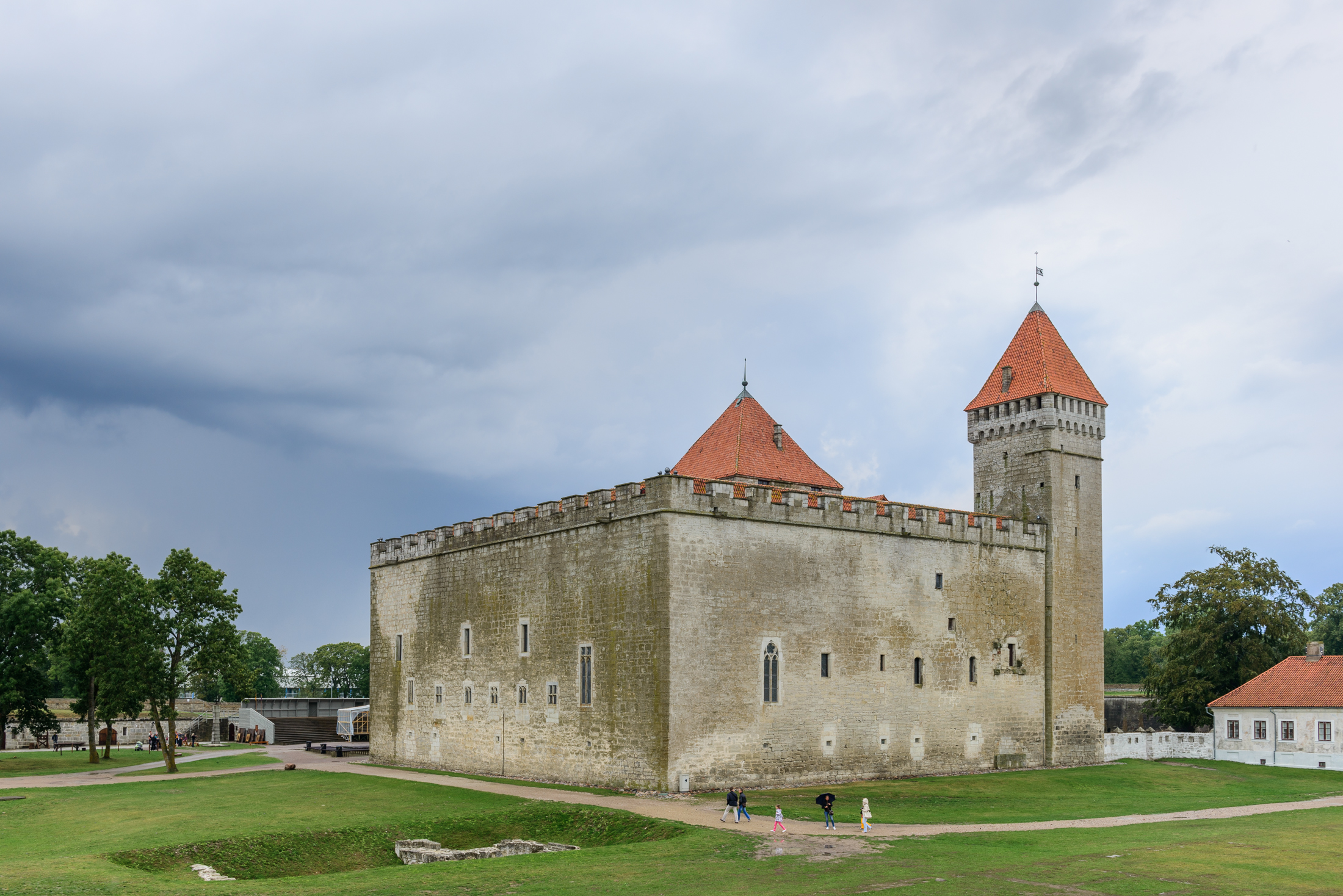
Bischofsburg Kuressaare (Arensburg auf Ösel)

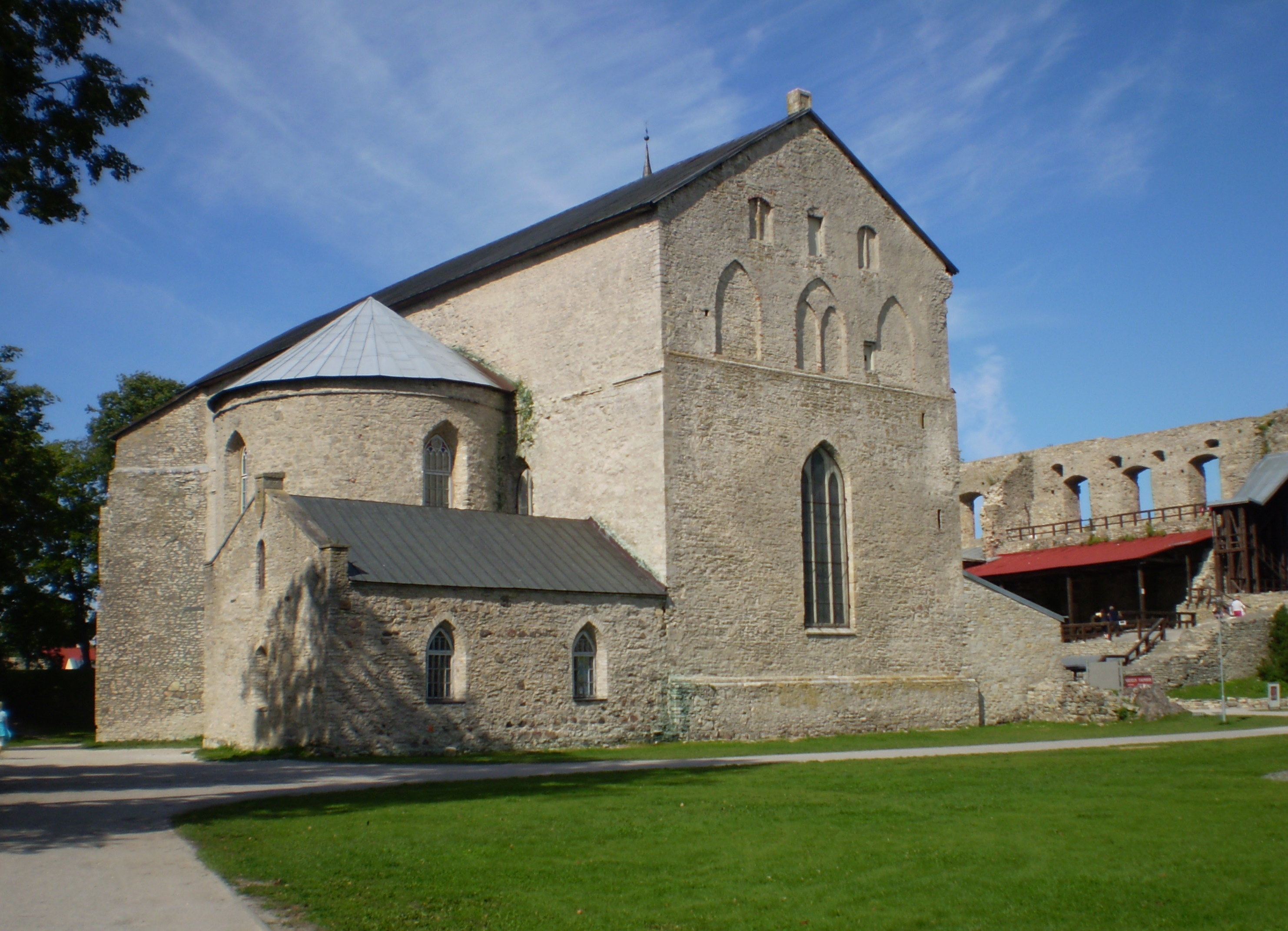
Bischofsburg Hapsal auf Ösel

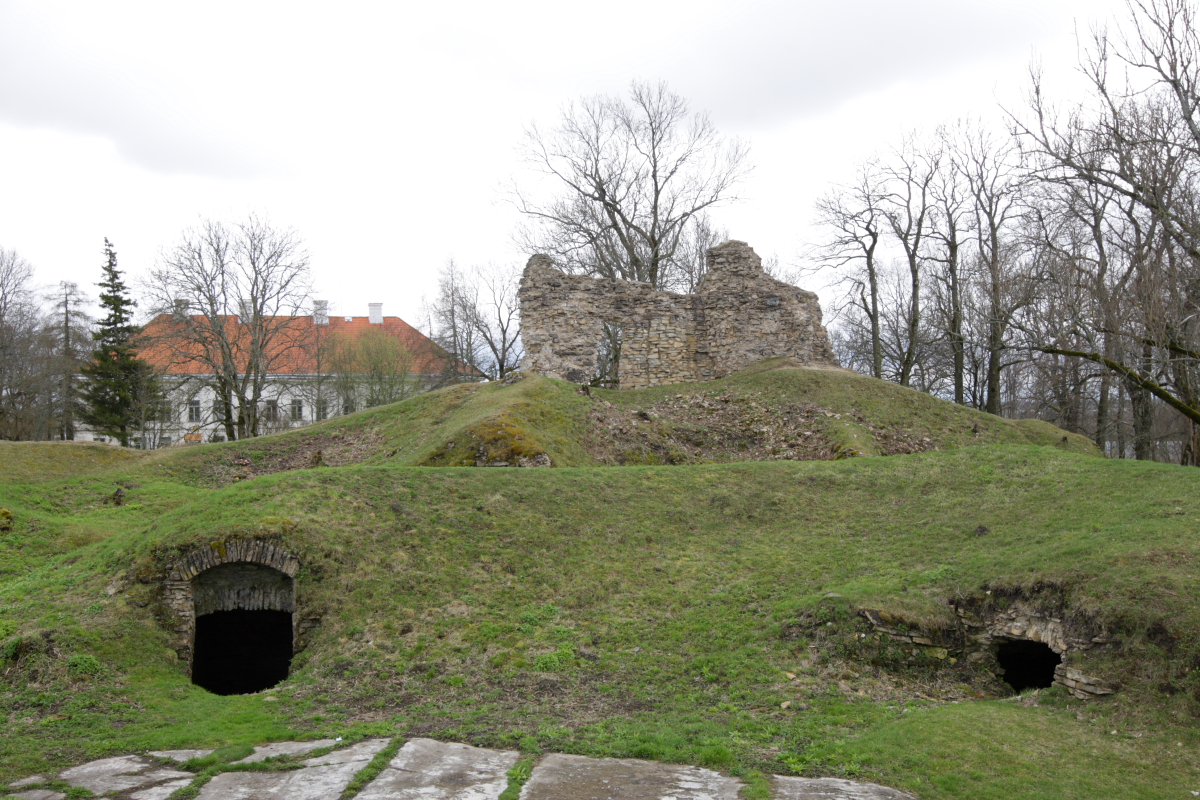
Ruine der Bischofsburg Lihula (Leal)

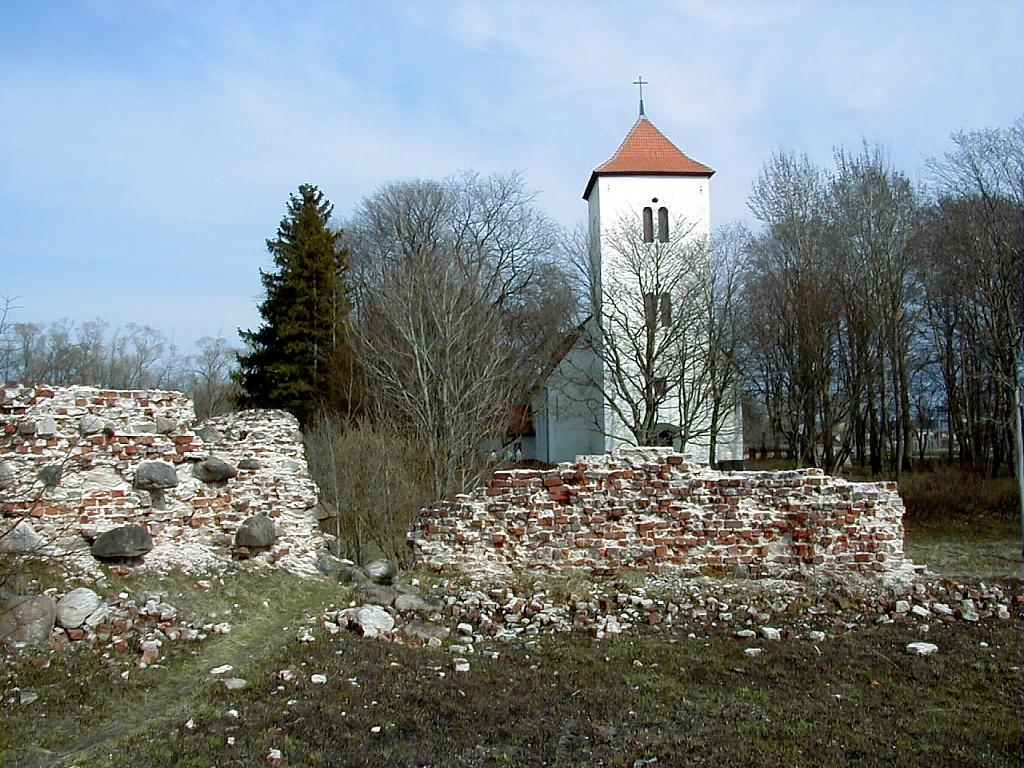
Ruine der Bischofsburg Piltene (Pilten) in Kurland

## Leben
Johann von Münchhausens Eltern waren Johann von Münchhausen (* ca. 1466 † ca. 1551), Herr auf Schloss Haddenhausen, Pfandherr zu Diepenau, und Anna von Wettberg. 1530 geriet der Vater wegen der Einführung der Reformation in Minden in eine Fehde mit der Stadt, in deren Verlauf er mit drei Söhnen (wohl Christoph, Jobst und Heinrich) gefangen genommen und sein Schloss in Haddenhausen niedergebrannt wurde.
Wahrscheinlich war Johann zunächst Domherr in Bremen, da er als solcher 1525 als Mitglied einer erzbischöflichen Gesandtschaft erwähnt wird (Staatsarchiv Stade). Ab 1540 ist er Bischof von Kurland, ab 1542 auch Bischof von Ösel-Wiek, und damit neben der geistlichen Funktion zugleich regierender Fürst von zwei Teilterritorien der Livländischen Konföderation. Als Bischof veranlasste er, dass sich viele wohlhabende Juden in seinem Herrschaftsgebiet in Pilten ansiedelten. Er galt als eigensüchtig und gewissenlos. 
Sein Bruder Christoph von Münchhausen, Erbe des zerstörten Schlosses Haddenhausen, folgte ihm nach Kurland und unterstützte ihn von 1557 bis 1561 als Stiftsvogt im Bistum Ösel-Wiek, also als weltlicher Verwalter auf bischöflichen Besitzungen in einem der beiden Stiftsländer. 
Nachdem im Januar 1558 mit dem russischen Einfall Iwans des Schrecklichen der Livländische Krieg begann, tagten im Juni 1558 die livländischen Stände in Dorpat. Dort setzte sich Christoph von Münchhausen dafür ein, sich um Hilfe an Dänemark – und nicht an die näheren Reiche Polen-Litauen oder Schweden – zu wenden. Nachdem die Stände jedoch Schweden um Unterstützung baten, eroberte er im Namen des dänischen Königs die Stadt und die Ordensburg Reval und wurde zum Statthalter von Estland ernannt. Bischof Johann hatte schon zuvor versucht, sein Stift unter dänische Oberhoheit zu bringen, was aber vom friedliebenden dänischen König Christian III. zurückgewiesen worden war. Dessen junger Nachfolger Friedrich II. schloss nun im September 1559 mit Christoph von Münchhausen einen Vertrag, wonach Bischof Johann gegen eine Summe Geldes auf sein bischöfliches Amt verzichtet und der König das Recht erhält, einen Nachfolger zu bestellen. Er verkaufte also faktisch, namens seines Bruders Johann, dessen Stifter Ösel-Wiek und Kurland, die dieser säkularisiert hatte, an den König Friedrich II. von Dänemark, der sie seinem Bruder Magnus als neuem Bischof übergab. Im April 1560 landete der junge, leichtlebige, charakterlose Magnus mit einem Haufen Landsknechte auf Ösel, wo die Domherren sich seiner Wahl und Herrschaft rasch fügten.
Bischof Johann von Münchhausen verließ 1559 seine Stifter und wird 1562 in Kopenhagen erwähnt. Danach ist er nach Deutschland zurückgekehrt und wandte sich weltlichen Aufgaben zu. 1563 wurde er zum Drost auf Burg Rahden ernannt. Etwa zu dieser Zeit heiratete er, zum Luthertum konvertiert, Lucie Hermeling, hatte aber keine Kinder. 1565 wurde er Pfandherr zu Rehburg. Sie heiratete nach seinem Tode 1572 in zweiter Ehe Jürgen von Mandelsloh, Domherr zu Verden. Johann von Münchhausen liegt im Dom zu Verden begraben, wo sich früher seine Grabplatte befand.
Seine Schwester Anna von Münchhausen war verheiratet mit Dietrich von Behr auf Stellichte (1555 kgl. dän. Stiftsvogt im Amt Arensburg/Kuressaare auf Oesel/Saaremaa). 1552 wurde unter ihm sein Neffe Ulrich von Behr (* 1532 in Stellichte) in Kurland Dompropst und Koadjutor des Stiftes. Als solcher hätte er das Recht gehabt, Johanns Nachfolger zu werden. Weitere Brüder waren Heinrich von Münchhausen (Vater des Hermann von Münchhausen, erw. 1555 als Lehnsnehmer im kurländischen Frauenburg, heute: Saldus in Lettland) und Jobst/Justus von Münchhausen († 1559; Verdener Domherr). Laut NDB gab es einen Neffen Johann, wohl ein Sohn der Schwester Anna und des Dietrich Behr, „Statthalter im Stift Kurland, Begründer d. umfangreichen Behrschen Landbes. in Kurland“.